# BrooklynVegan
BrooklynVegan — американський музичний інтернет-журнал, заснований у 2004 році Девідом Левіном. Штаб-квартира компанії розташована в Брукліні, штат Нью-Йорк.
Спочатку сайт зосереджувався на веганській їжі та музичній спільноті в Нью-Йорку та його околицях. 2011 року було відкрито блоги в Чикаго та Остіні, а 2013 року придбано німецький хеві-метал блог Invisible Oranges.
2015 року BrooklynVegan з усіма підрозділами увійшли до медіаконгломерату Townsquare Media, а з 2021 року бренди BrooklynVegan та Invisible Oranges належать групі компаній Project M Group.

## Історія
BrooklynVegan створений у липні 2004 року як блог, який висвітлював заклади веганської їжі в Брукліні, штат Нью-Йорк. Згодом засновник і головний редактор Дейв Левін став приділяти увагу ексклюзивному висвітленню живої музики в Нью-Йорку Домен був придбаний Левіном на початку 2004 року, а перша стаття в блозі вийшла 24 серпня 2004 року.
Блог допомагав познайомитися з новими та зростаючими виконавцями, завдяки дописам в блозі, накшталт серії Artist Discovery Series, яка виходила за підтримки фестивалів Austin City Limits і Lollapalooza та радіостанції Sirius-XM. У блозі були представлені артисти, що виступали на фестивалях South by Southwest та CMJ. Зокрема, завдяки постам у BrooklynVegan влітку 2007 року широкий загал дізнався про Джастіна Вернона з гурту Bon Iver. Наприкінці 2008 року у виданні Stereogum визнали BrooklynVegan найкращим музичним блогом року.
У 2011 році BrooklynVegan розширив свою географію двома новими блогами. BV Chicago було запущено на початку 2011 року та присвячено подіям у Чикаго, штат Іллінойс, тоді як BV Austin було запущено наприкінці 2011 року, висвітлюючи музичну сцену Остіна, штат Техас. 4 січня 2013 року BrooklynVegan офіційно придбав німецько-американський хеві-метал-блог Invisible Oranges, а його головним редактором став журналіст BrooklynVegan Фред Пессаро.
У липні 2015 року BrooklynVegan і три його дочірні компанії стали філіями американського медіаконгломерату Townsquare Media, увійшовши до підрозділу Townsquare Music. На той момент Townsquare Music також володіли такими виданнями, як Consequence of Sound, Hype Machine, Ultimate Classic Rock, Loudwire, Gorilla vs. Bear та Noisecreep.
У січні 2021 року BrooklynVegan із дочірніми компаніями були викуплені американським брендом цифрових медіа та компанією електронної комерції Project M Group, яка до цього викупила Revolver, The Hard Times, Metal Edge, Inked і Goldmine. У рамках нового партнерства BrooklynVegan і Invisible Oranges відкрили вебмагазин, де продаються вінілові платівки, сорочки та одяг для груп, а також іграшки та предмети колекціонування. Зміст схожих магазинів, започаткованих під брендами BrooklynVegan, Invisible Oranges, Revolver, The Hard Times, Metal Edge, Inked і Goldmine, контролюється та курується Project M Group.